# Abdul Jalil di Perak
Abdul Jalil Karamatullah Nasiruddin Mukhataram Shah Ibni Almarhum Sultan Idris Murshidul Adzam Shah I Rahmatullah (23 aprile 1869 – Kuala Kangsar, 14 gennaio 1916) è stato sultano di Perak in Malaysia dal 1916 al 1918.

## Biografia
Abdul Jalil di Perak nacque il 23 aprile 1869. Era il figlio maggiore del sultano Idris Shah I di Perak e della sua prima moglie Raja Nuteh Aishah. Il 15 gennaio 1898 venne nominato Raja di-Hiler. Il 25 febbraio 1907 divenne Raja Bendahara. Il 6 aprile dell'anno successivo venne nominato ufficialmente erede al trono ed entrò nel Consiglio di Stato.
Fu proclamato sultano il 17 gennaio 1916, qualche giorno dopo la morte del padre. Venne incoronato il 7 settembre dello stesso anno all'Istana Negara di Kuala Kangsar.
Le fonti lo descrivono di costituzione delicata, tranquillo e studioso. Era un appassionato cacciatore e aveva un paio di elefanti, uno dei quali si chiamava Kulop Chandan e che fu coinvolto in un incidente con l'elefante Raja Chulan, nei cantieri edili di Ubudiah. Da sovrano viaggiò in tutto il paese e mostrò interesse per l'agricoltura incoraggiando le persone a piantare colture alimentari. Fu anche ben voluto dall'amministrazione britannica, in particolare per l'aiuto concesso durante il periodo della prima guerra mondiale in Europa. Nel 1917 re Giorgio V lo premiò con l'Ordine di San Michele e San Giorgio. Le insegne gli vennero consegnate da Sir Arthur Young, alto commissario nella Federazione di Malesia.
Si sposò quattro volte ed ebbe nove figli, cinque maschi e quattro femmine.
Morì all'Istana Negara di Kuala Kangsar il 26 ottobre 1918 e gli fu concesso il titolo postumo di Marhum Radziallah. Gli succedette il fratellastro Iskandar.

## Eredità
Gli è dedicato il ponte "sultano Abdul Jalil Shah" che attraversa il fiume Perak a Kuala Kangsar.